# Buritizal (ort)
Buritizal är en ort i Brasilien.   Den ligger i kommunen Buritizal och delstaten São Paulo, i den sydöstra delen av landet, 500 km söder om huvudstaden Brasília. Buritizal ligger 847 meter över havet och antalet invånare är 4 055.
Terrängen runt Buritizal är kuperad åt nordväst, men åt sydost är den platt. Buritizal ligger uppe på en höjd. Närmaste större samhälle är Igarapava, 17,4 km norr om Buritizal.
Omgivningarna runt Buritizal är en mosaik av jordbruksmark och naturlig växtlighet. Runt Buritizal är det glesbefolkat, med 20 invånare per kvadratkilometer.